# Francisco de Almeida Grandella
Francisco de Almeida Grandella (Aveiras de Cima, Azambuja, 23 de julho de 1853 — Foz do Arelho, Caldas da Rainha, 20 de setembro de 1934) foi um industrial, comerciante e político republicano português.

## Biografia
Nasceu a 23 de julho de 1853, em Aveiras de Cima. Era filho do médico Francisco Maria de Almeida Grandella, natural de Lisboa (freguesia de Santa Justa), e de Matilde Doroteia de Barros, natural de Aveiras de Cima.
Vindo para Lisboa, em 1863, começou por ser marçano numa loja de fazendas, camisaria e modas, na rua dos Fanqueiros, em Lisboa. Regressou depois a Aveiras de Cima, onde aprendeu francês durante um ano, sem revelar qualquer propensão para a vida comercial. Novamente em Lisboa, trabalhou na loja de José Gomes de Carvalho na Rua dos Fanqueiros, em 1870, e, a partir de 1874, noutra loja de fazendas na Rua da Prata, até se despedir devido a um conflito. Fundou a Grandella & C.ª e criou o seu primeiro estabelecimento comercial, comprando o trespasse de uma loja na Rua da Prata, na mesma área de negócio, em 1879 - a Fazendas Baratas -, que tinha preços marcados, o que alterou o paradigma do regateio entre vendedor e cliente, até então muito comum, e também possibilitou a venda por encomenda para todo o continente, ilhas e colónias, através de catálogo. Abriu mais duas lojas na década de 1880, uma loja de fazendas e linhos do judeu Benjamim Aflalo, no Rossio, a que chamou Loja do Povo e à qual atraiu clientela através de um empregado vestido de soldado inglês, e a loja Novo Mundo, na Rua do Ouro.
Em Benfica, abriu fábricas de malhas, tecidos, fiação e móveis de ferro.
Em 1891 cria a primeira grande superfície comercial em Portugal, os «Armazéns Grandella», em Lisboa, na Rua do Ouro, inaugurando um novo modelo de vendas ao estilo dos grandes armazéns de Paris e Londres. Em 1903, comprou o prédio das traseiras dos Armazéns Grandella, na Rua do Carmo, ligando os dois edifícios e construindo dez pisos, numa complexa obra que demorou quatro anos. Em 1907, foram inaugurados os Grandes Armazéns Grandella, com elevador elétrico, secção de material fotográfico e cantinas para os empregados. Na fachada inscreveu um medalhão com o seu lema "Sempre por bom caminho e segue", ainda hoje visível.
A atividade comercial é o ponto de partida para o desenvolvimento da atividade no domínio industrial em áreas como a fiação e tecelagem e os móveis de ferro.
Não casou, mas teve cinco filhos de três mulheres diferentes - Luís, Francisco, Eduardo, Matilde e Maria Justina. Após um período de dificuldades decorrentes da I Guerra Mundial, que obrigaram à paragem das fábricas, ao financiamento junto da banca e à hipoteca de bens, Luís Grandella foi escolhido como seu sucessor à frente dos negócios, não sem antes três dos filhos lhe terem movido, em 1924, um processo por prodigalidade, pedindo que fosse declarado incapaz de gerir o seu património. Em resposta, editou nos Armazéns Grandella o livro Assalto, uma espécie de livro de memórias como prova de estar em plena posse das suas capacidades, tendo vencido o processo contra os filhos. Mudou-se para o seu palácio na Foz do Arelho e acabou por doar todos os bens aos filhos. Em 1932, o Banco Porto Covo & C.ª ficou como acionista maioritário da Grandella & C.ª. Após a sua morte, a 20 de setembro de 1934, na Foz do Arelho, a proprietária da Grandella & C.ª era Luciana Maria de Oliveira Croft, condessa de Porto Covo.

### O político
Em 1884, fundou, juntamente com outros sócios como Luís Simões Raposo, José Cordeiro Júnior, José de Castro, António Machado Santos e Miguel Bombarda, a Sociedade dos Makavenkos, um clube boémio e de conspiração contra a monarquia em Lisboa, sediado no Teatro Novo, na Rua dos Condes (atual Hard Rock Café).
Filiado no Partido Republicano, apesar de não ter experiência política, foi eleito vereador da Câmara Municipal de Lisboa entre 1908 e 1912, ano em que renunciou ao mandato. Era frequentemente substituído nas sessões de câmara por José Nunes Loureiro, alegando motivos de saúde. Enquanto vereador, defendeu a criação de um imposto sobre a indigência, a deportação das crianças mendigas para trabalho na lavoura nas colónias, a criação de milícias de vigilância contra o vandalismo e outros crimes, a realização de campanhas de sensibilização nos jornais para evitar que os habitantes atirassem lixo para o chão e a colocação de caixotes do lixo na Avenida da Liberdade.
Ofereceu o seu património imóvel, avaliado em cinco mil e 600 milhões de réis, para ser dado como garantia caso o Estado necessitasse de contrair um empréstimo, tendo também financiado a revolução de 5 de Outubro de 1910.

### As iniciativas sociais
Empenhado no domínio social, na primeira década do século XX, construiu um bairro (Bairro Grandella), dotado de creche e escola primária, para alojar as famílias dos seus empregados e operários.
Criou uma Caixa Previdente do Futuro.
Entre outras iniciativas desta índole, construi duas escolas primárias, uma em Aveiras de Cima, sua terra natal, a que deu o nome do seu pai, Francisco Maria de Almeida Grandella, e outra na Foz do Arelho.
Foi sempre defensor do descanso semanal aos domingos e dava uma semana anual de férias aos funcionários.
Durante a I Guerra Mundial, nunca aumentou os preços dos produtos, numa atitude solidária para com o esforço de guerra do país.
Escrevia para "O Domingo", órgão de comunicação dos caixeiros portugueses, e o "Federação Comercial", dos empregados do comércio.

### Maçon
Iniciado na maçonaria, filiou-se, em 1910, na loja José Estevão, em Lisboa.